# Galeottia antioquiana
Galeottia antioquiana là một loài thực vật có hoa trong họ Lan. Loài này được (Kraenzl.) Dressler & Christenson mô tả khoa học đầu tiên năm 1988.